# Вулиця Василя Болюха (Тернопіль)
Вулиця Василя Болюха — вулиця в мікрорайоні «Кутківці» міста Тернополя. Названа на честь сотника УГА, першого коменданта Тернополя Василя Болюха.

## Відомості
Розпочинається в мікрорайоні «Кутківці», пролягає на південь та закінчується неподалік вулиці Хліборобної. У вулиці є два відгалуження: одне пролягає на захід та продовжується вулицею Петра Батьківського на перехресті з вулицею Глибока Долина, інше пролягає на південний схід до вулиці Хліборобної. На вулиці знаходяться лише приватні будинки.